# Hechtia jaliscana
Hechtia jaliscana är en gräsväxtart som beskrevs av Lyman Bradford Smith. Hechtia jaliscana ingår i släktet Hechtia och familjen Bromeliaceae. Inga underarter finns listade i Catalogue of Life.